# Cândida Branca Flor
Pour les articles homonymes, voir Flor et Branca.
Cândida Branca Flor, (Beringel, Beja,12 novembre 1949 - Massamá, Sintra, 11 juillet 2001), de son vrai nom Cândida Maria Coelho Soares, est une chanteuse portugaise.

## Biographie
Elle suivit les cours de chant de Maria do Rosário Coelho et fut membre du groupe Banda do Casaco dans les années 1970. Son nom d'artiste provient d'une chanson de ce groupe : Romance de Branca Flor.
Idole des enfants portugais dans les années 1970 et années 1980, elle fut la présentatrice du programme de télévision Fungagá da Bicharada au côté de Júlio Isidro. Elle était également la chanteuse des chansons de ce programme.
En 1979, elle a participé au Festival RTP da Canção, avec A Nossa história de amor, ainsi qu'en 1982, avec Trocas baldrocas, et en 1983, avec Carlos Paião et la chanson Vinho do Porto (Vinho de Portugal).  Entre 1978 et 1993, elle a édité huit albums. Durant ses dernières années elle a participé à plusieurs projets de musique populaire portugaise et des évènements pour les émigrants portugais.
Elle se suicide en 2001.

## Discographie

### Singles
- 1976 : Canção da Roupa Branca / A Agulha e o Dedal
- 1976 : O Cochicho / As Lavadeiras de Caneças
- 1976 : Cantiga da Rua / Giestas
- 1977 : Esses Dias ao Teu Lado / Em Ti Existo
- 1977 : Um, dois, três (agora ou nunca) / Carrocel
- 1978 : Dias de Verão / Já é Tarde
- 1979 : Que será, será / Telenovela
- 1980 : Maria Papoila / O Raspa
- 1982 : Trocas baldrocas / A Prima da Pantera Cor-de-Rosa
- 1982 : Gira-Discos / A Nossa serenata
- 1983 : Vinho do Porto (Vinho de Portugal) (avec Carlos Paião)
- 1984 : Ó Meu Fradinho Capucho / Quando Eu Era Miúda

### Albums
- 1985 : Cantigas da Minha Escola
- 1987 : Cantigas da Nossa Terra
- 1988 : Retrato Sagrado
- 1990 : Bailinho português
- 1991 : Olá Miudagem
- 1992 : Desejos coloridos
- 1993 : Alma portuguesa
- 1993 : Melhor de Cantigas da Minha Escola
- 1995 : Mar de rosas
- 1995 : Chega-te mais um pouco
- 1997 : Volta para mim (Papá)
- 1998 : Antes te quero esquecer
- 1998 : No jardim-escola João de Deus
- 2001 : Amor e mentiras

### Compilations
- 2001 : O Melhor de 2: Cândida Branca Flor / Ana
- 2004 : A Arte e a Música de Cândida Branca Flor
- 2008 : Uma vida para sempre